# Toledo (Filipinas)
Toledo es una ciudad de la provincia de Cebú en Filipinas. Según el censo de 2007, tiene 152 960 habitantes.

## Barangayes
Toledo se subdivide administrativamente en 38 barangayes.
| - Awihao - Bagakay - Bato - Biga - Bulongan - Bunga - Cabitoonan - Calongcalong - Cambang-ug - Camp 8 - Canlumampao - Cantabaco - Capitán Claudio | - Carmen - Daanglungsod - Don Andrés Soriano (Lutopan) - Dumlog - Ibo - Ilihan - Landahan - Loay - Luray II - Juan Clímaco, Sr. (Magdugo) - Gen. Clímaco (Malubog) - Matab-ang - Media Once | - Pangamihan - Población - Poog - Putingbato - Sagay - Sam-ang - Sangi - Santo Niño (Mainggit) - Subayon - Talavera - Tungkay - Tubod |